# جيوفري ريكاردو
جيوفري ريكاردو (بالإنجليزية: Geoffrey Ricardo)‏ هو نحات ورسام أسترالي، ولد في 7 سبتمبر 1964 في ملبورن في أستراليا.